# Abdelali El Khanboubi
Abdelali El Khanboubi (en arabe : عبد العالي الخنبوبي), né le 20 février 1991 au Maroc, est un footballeur marocain évoluant au poste de milieu de terrain au HUS Agadir.

## Biographie
Abdelali El Khanboubi naît le 20 février 1991 au Maroc et intègre le centre de formation du Jeunesse El Massira. Lors de la saison 2016/2017, il fait ses débuts professionnels et joue en total neuf matchs, inscrivant quatre buts en D2 marocaine.
Le 12 juin 2017, il signe un contrat de cinq ans au HUS Agadir. Il dispute la Coupe des confédérations lors de sa première saison. Un an plus tard, il atteint la finale de la Coupe du Trône et dispute à nouveau la Coupe des confédérations.

## Palmarès
HUS Agadir
- Coupe du Maroc :
  - Finaliste : 2019.